# Wintun
Wintun (Wintoon), zbirno ime Copehan plemenima Nomlaki, Wintu i Patwin. Nomlaki se često nazivaju imenom Wintun, a naseljavali su središnji dio copehanskog govornog područja. Južno od njih živjeli su River Patwin i Hill Patwin, a na sjeveru pleme Wintu. Nazivi Wintu ili Wintun u njihovim jezicima označava 'ljude'. Danas žive na rezervatima Colusa Rancheria, Cortina Rancheria, Grindstone Creek Rancheria, Redding Rancheria, Round Valley i Rumsey Rancheria.  

## Život i običaji Wintuna
Wintun Indijanci, ime za četiri etnički samostalne skupine koje se služe s četiri skupine dijalekata za koje Alice Shepherd iz Kalifornije kaže su se razvili iz proto-wintunskog jezika. Ove skupine Penuta tisućama godina žive na području Kalifornije. Ovdje oni razvijaju tip kulture prilagođen kalifornijskom podneblju. Sezonski polugodišnji lov na lososa i sakupljanje žira univerzalne su i glavne aktivnosti svih wintunskih skupina, kao i ostalih plemena kalifornijskog kulturnog područja. Ipak, zbog geografskih odlika pojedinih predjela na kojima žive skupine Wintuna, ima nekih karakteristika po kojima se razlikuju jedni od drugih. Tako se kod Sjevernih Wintuna (poznati su i kao Wintu) javlja oregonski utjecaj na tip košare a kod njih je i najzastupljeniji lov na lososa, prosto zato što ga tamo najviše ima. zemlje Wintua prostire se u području velike doline Sacramenta, dok je za razilku od njih područje Južnih Wintuna (patwina prekriveno močvarama i brežuljcima. Nomlaki ili pravi Wintuni žive ravnicama i pod utjecajem su Pomo Indijanaca. Tipovi nastambi Wintuna također se razlikuju, za Wintu Indijance, nisu poznati, ali kod Hill Patwina nalazimo čunjastu kuću od kore, dok se kod njihovih rođaka River Patwina javlja kuća prewkrivena zemljom, oblika kupole. Južni Wintuni poznaju i Kuksu-kult, religiju tajnih društava i ezoteričnih obreda, kakvi se javljaju kod raznih kalifornijskih plemena. Kod ostalih Wintuna religija je jednobožačka, tu je stvaraoc Olelbis koji živi u Olelpanti (raju).  

## Vanjske poveznice
- Wintun Indian Tribe
- Wintun